# Piazza di San Silvestro
Piazza di San Silvestro  è una piazza sita tra piazza di San Claudio e via delle Mercede, a Roma, nei rioni Trevi e Colonna.

## Descrizione
Anticamente qui sorgeva il tempio del Sole, eretto per volere dell'imperatore Aureliano nel 273. 
Prende nome dalla chiesa di San Silvestro in Capite, fondata nell'VIII secolo da papa Paolo I, che abitò nelle vicinanze: nell'Alto Medioevo, infatti, l'area era chiamata Catapauli, cioè "presso la dimora di Paolo".
Il convento annesso alla chiesa fu sostituito dal un nuovo edificio, adibito dapprima a Ministero dei lavori pubblici, quindi a Palazzo centrale delle poste. Una parte rimase ai padri pallottini, ai quali tuttora è affidata la chiesa.
Nel 1880 fu collocata nella piazza una grossa scultura rappresentante Metastasio realizzata da Emilio Gallori; negli anni 1920 il monumento, che causava intralcio al traffico degli autobus, fu smontato e trasferito in piazza della Chiesa Nuova.
Nella piazza si trovano anche il palazzo dell'Acqua Pia Antica Marcia già Italcable, costruito nel 1940 su progetto dell'Architetto Clemente [[Busiri Vici]] (1887 - 1965), e il Palazzo Marignoli, fatto costruire da Filippo Marignoli fra il 1874 e il 1883 su progetto dell'architetto Salvatore Bianchi e dell'architetto Giulio Podesti per la facciata. L'edificio fu costruito al posto del monastero delle Convertite e della chiesa di Santa Lucia della Colonna.
Tra gli anni 1940 e '50 la piazza divenne il principale capolinea delle linee di autobus e filobus che univano il centro ai vari quartieri periferici, finché nel 2011 si decise la chiusura della piazza al traffico, quando venne pedonalizzata e riqualificata su progetto dell'architetto Paolo Portoghesi.
Il progetto originario prevedeva anche la presenza di alberi, che però non furono piantati immediatamente: solo a seguito di richieste dei cittadini, nel 2021 avvenne la piantumazione di quattro alberi.

## Galleria d'immagini

La piazza in una foto del 1898.
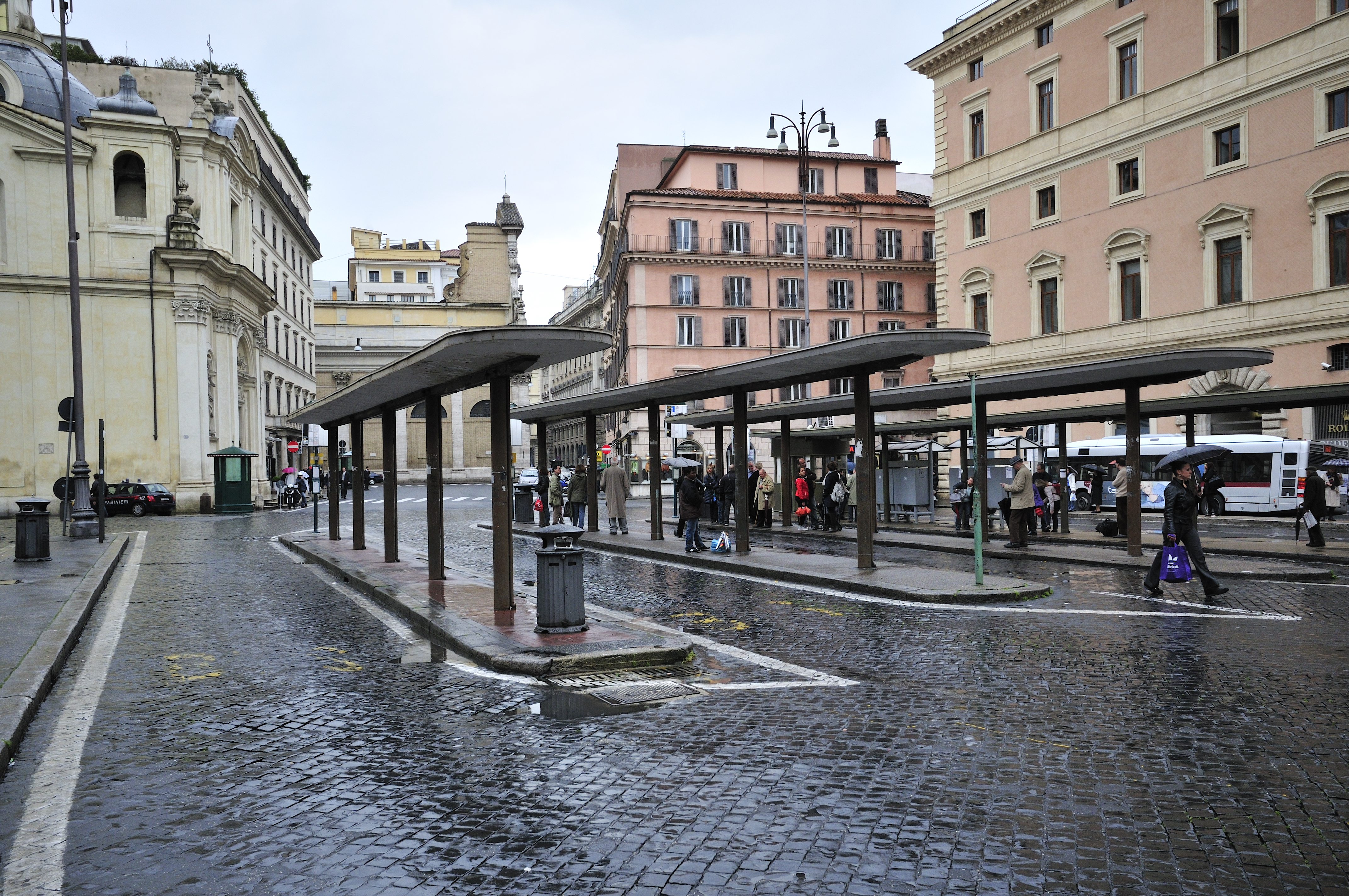
Il vecchio capolinea ATAC in una foto del 2010
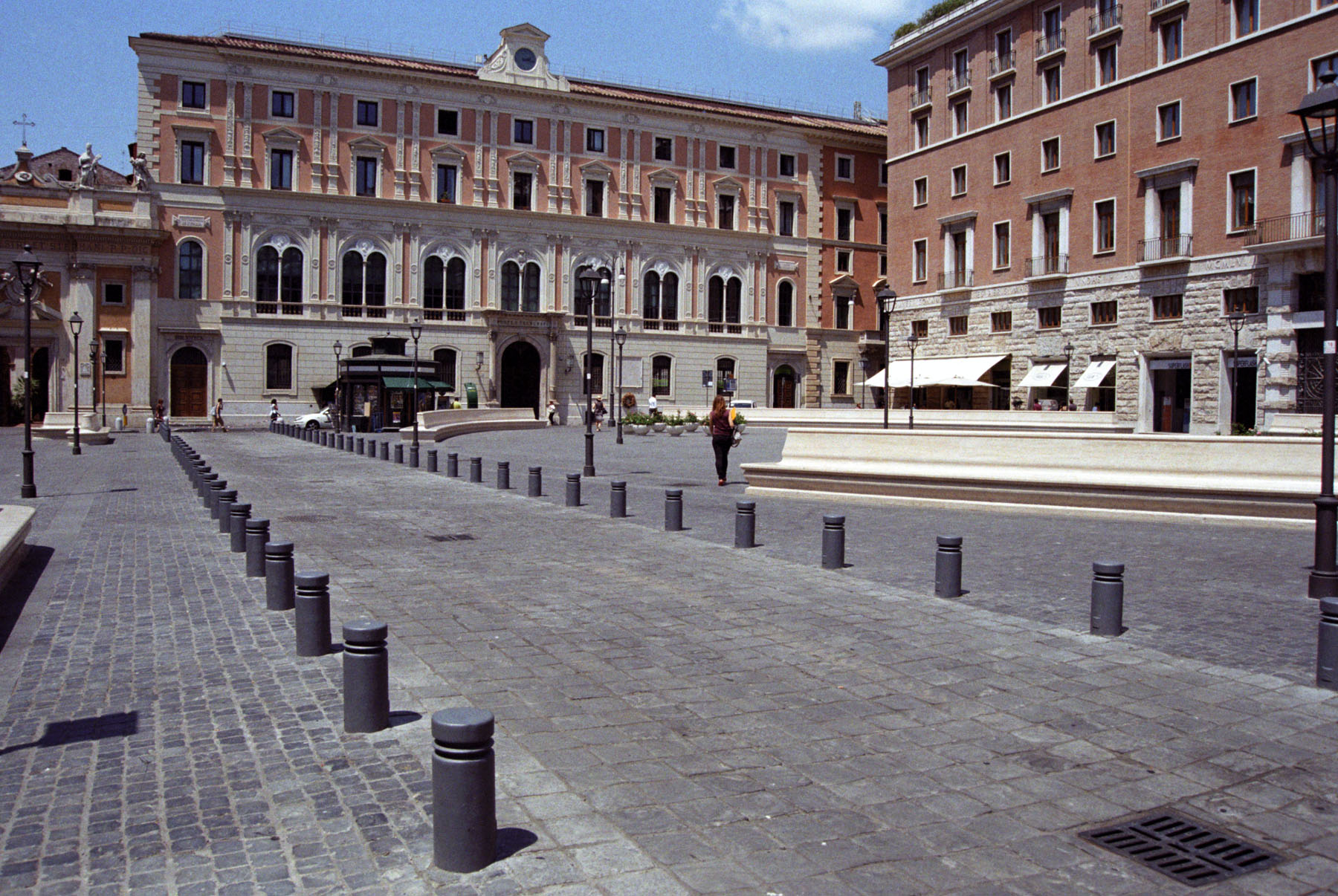
La piazza nel 2012, dopo la pedonalizzazione su progetto di Paolo Portoghesi
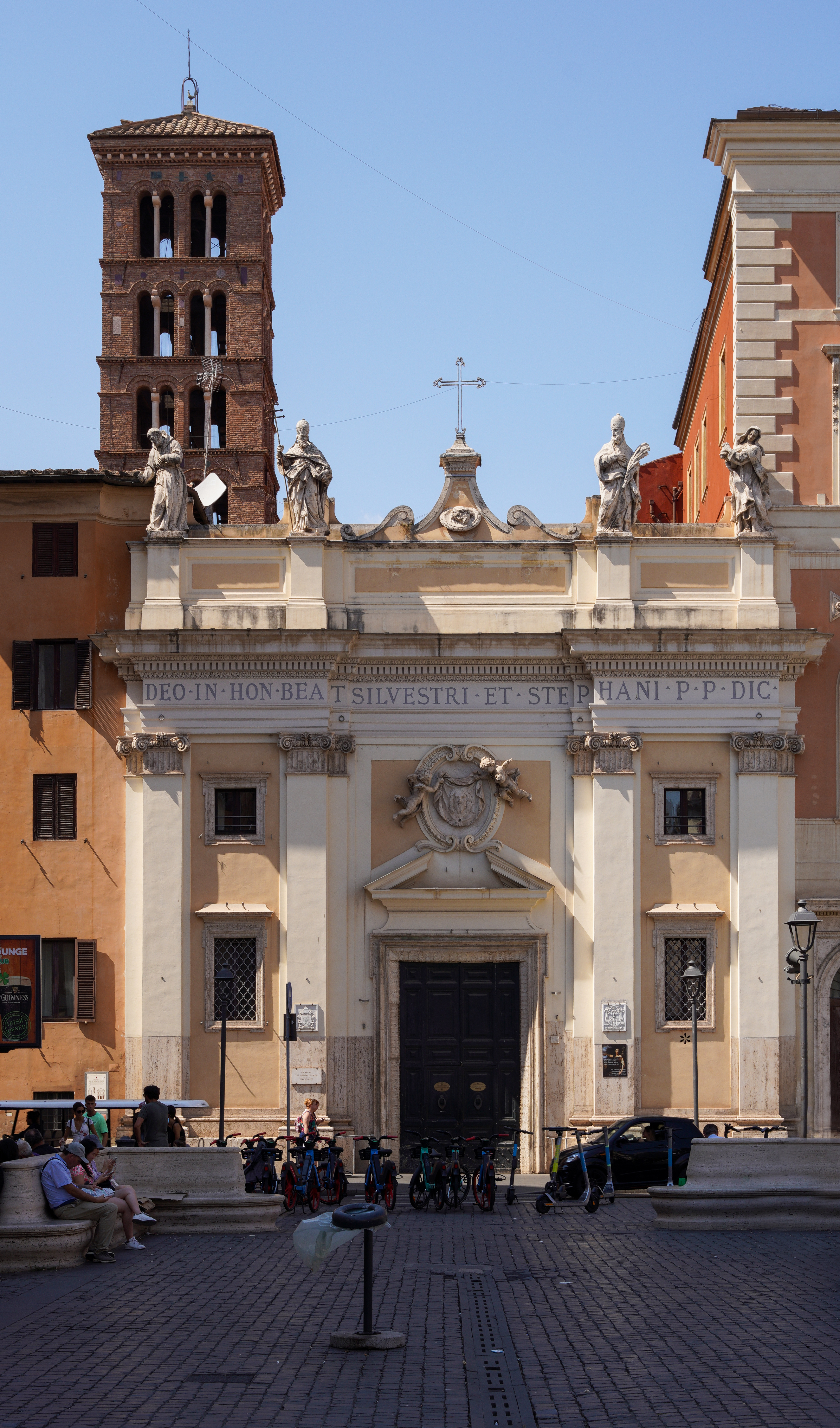
San Silvestro in Capite
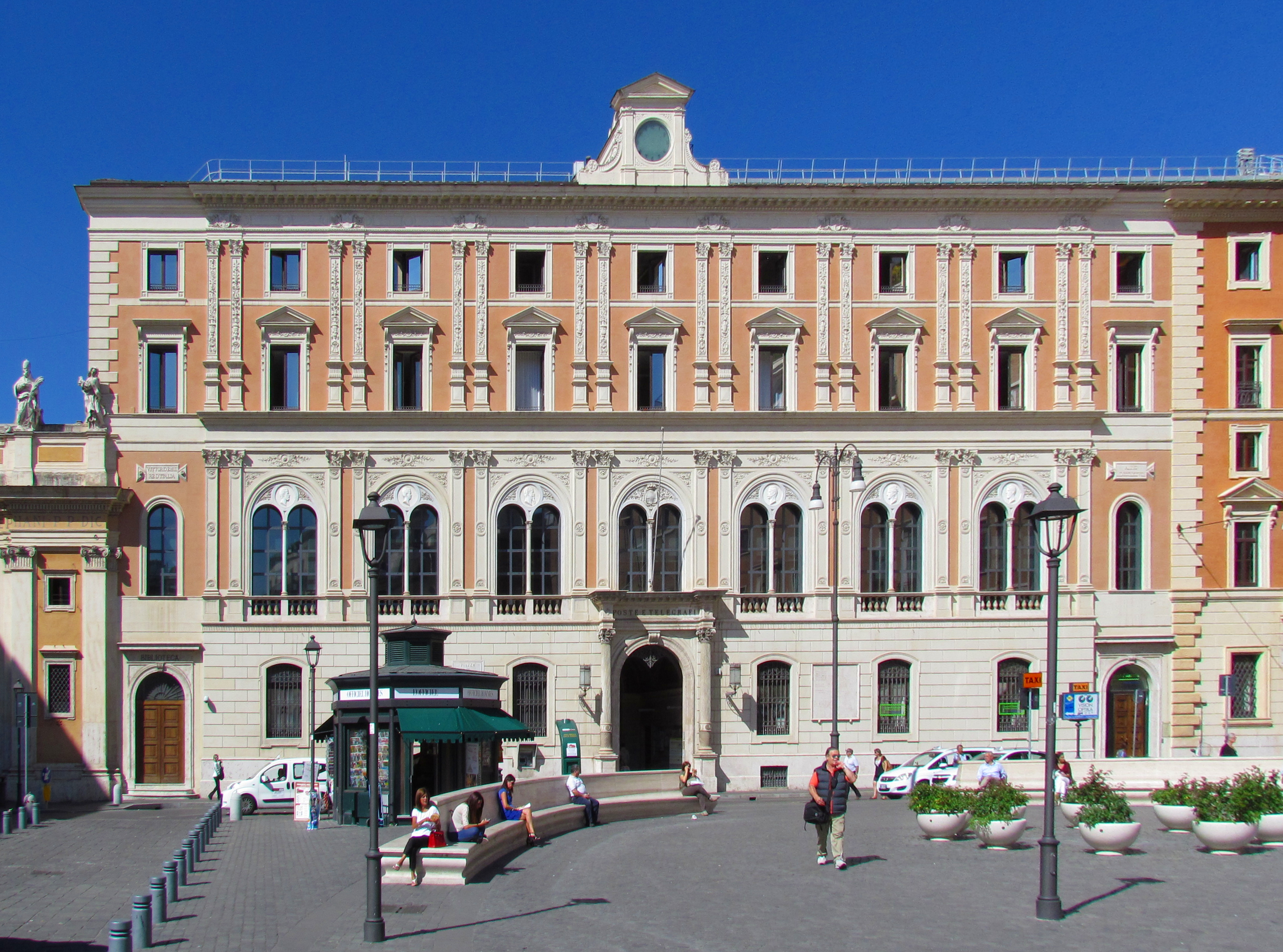
Il Palazzo delle Poste a Piazza di San Silvestro